# Miroslav Kaplan
 Miroslav Kaplan (* 5. září 1986) je bývalý český atlet, běžec. V roce 2009 zvítězil na halovém mistrovství ČR v Praze časem 1:52,42 v běhu na 800 metrů.

## Osobní rekordy
Venku: 800 metrů - 1:48,50
V hale: 800 metrů - 1:49,95